# NGC 750
NGC 750 (други обозначения – UGC 1430, KCPG 46A, MCG 5-5-34, ARP 166, ZWG 503.62, VV 189, 6ZW 123, PGC 7369) е елиптична галактика (E) в съзвездието Триъгълник.
Обектът присъства в оригиналната редакция на „Нов общ каталог“.